# Mullvad (internettjänst)
Mullvad är en kommersiell VPN-tjänst baserad i Sverige. Mullvad lanserades i mars 2009 och använder protokollen WireGuard och OpenVPN. Det stöder också ShadowSocks som ett bryggprotokoll för att kunna kringgå censur.

## Historia
Mullvad lanserades i mars 2009 av Amagicom AB.
Mullvad började stödja anslutningar via OpenVPN- protokollet 2009. Mullvad var en tidig användare och anhängare av WireGuard-protokollet, och tillkännagav tillgängligheten av det nya VPN-protokollet i mars 2017  och gjorde en "generös donation" till stöd för WireGuard-utvecklingen mellan juli och december 2017.
I september 2018 utförde cybersäkerhetsföretaget Cure53 ett så kallat penetrationstest på Mullvads OSX-, Windows- och Linux-applikationer. Sju frågor hittades som togs upp av Mullvad. Cure53 testade endast applikationerna och stödfunktionerna. Ingen bedömning gjordes på Mullvads serversida och backend. 
I oktober 2019 samarbetade Mullvad med Mozilla.  Mozillas VPN-tjänst, Mozilla VPN, använder Mullvads WireGuard-servrar.
I april 2020 samarbetade Mullvad med Malwarebytes och började då tillhandahålla WireGuard-servrar för deras VPN-tjänst, Malwarebytes Privacy.
I maj 2022 började Mullvad officiellt acceptera kryptovalutan Monero.
Den 18 april 2023 fick Mullvads huvudkontor i Göteborg besök av tjänstemän från Nationella operativa avdelningen från Polismyndigheten, som hade en husrannsakningsorder för att beslagta datorer med kunddata. Mullvad visade att det, i enlighet med deras policy, inte fanns någon sådan data på deras system då de inte lagrar någon användardata. Efter samråd med åklagaren lämnade poliserna Mullvad utan att beslagta någon utrustning eller få någon kundinformation. Mullvad delade denna information i ett blogginlägg två dagar senare och gjorde händelsen allmän kännedom och nämnde att detta var första gången deras kontor hade besökts med en husrannsakningsorder. I ett brev som skickades till Mullvad nio dagar efter husrannsakan uppgav den svenska polisen att de genomförde husrannsakan på begäran av Tyskland för en pågående utredning. Utredningen involverade en utpressningsattack som drabbade flera institutioner i delstaten Mecklenburg-Vorpommern som avslöjade IP-adresser som ledde tillbaka till Mullvad VPN-tjänsten.
Den 29 maj 2023 meddelade Mullvad att de skulle ta bort stödet för portvidarebefordran (engelska: port forwarding), med verkan den 1 juli 2023. Detta gjordes på grund av skadlig användning från användare som ledde till brottsbekämpande inblandning, och att Mullvads IP-adresser då blev svartlistade och att leverantörer började avbryta sina tjänster.

## Service
En recension från hemsidan TechRadar noterade 2019 att "Mullvads kärntjänst är kraftfull, uppdaterad och verkligen fylld med avancerad teknik."

## Integritet
Ingen e-postadress eller annan identifierande information efterfrågas under Mullvads registreringsprocess. Snarare skapas ett unikt 16-siffrigt kontonummer anonymt för varje ny användare. Detta kontonummer används hädanefter för att logga in på Mullvad-tjänsten.
För att säkerställa integriteten för sina användare accepterar Mullvad anonyma betalningsmetoder. Detta inkluderar kontanter, Bitcoin, Bitcoin Cash och Monero. Betalning för tjänsten kan också göras via banköverföring, kreditkort, PayPal och Swish om kunden önskar detta. I juni 2022 meddelade tjänsten att den inte längre kommer att erbjuda nya återkommande prenumerationer, eftersom detta ytterligare skulle minska mängden personlig information som kommer att behöva lagras.
Mullvad har aktivt kämpat mot EU:s förordning för att förebygga och bekämpa sexuella övergrepp mot barn, som skulle kräva att leverantörer ska skanna alla användares onlinekommunikation, även krypterade tjänster.